# Буковинська агенція регіонального розвитку
Буковинська агенція регіонального розвитку (скорочено БАРР; англійською Bukovinian Agency for Regional Development, BARD) — громадська організація, метою діяльності якої є досягнення високих стандартів якості життя у Чернівецькій області на засадах сталого розвитку, громадської участі та чесної конкуренції.
Основними напрямами роботи є:
- розвиток громад;
- підвищення безпеки на вулицях;
- розвиток сталої міської мобільності.

## Історія створення
Заснована 2009 року. Є громадською неприбутковою організацією.

Логотип організації до 2018 року

## Основні результати роботи
- Встановлено перші громадські стійки для паркування велосипедів у Чернівцях (2011)[1]
- Започатковано маркування велосипедних маршрутів у Чернівецькій області (2011)
- Розроблено карту велосипедних маршрутів Чернівців (2011)
- Започатковано проведення велоекскурсій у м. Чернівці (2012)
- Питання «стала мобільність» включено до Інтегрованої концепції розвитку середмістя Чернівців (2013)
- До Статуту міста Чернівці включено положення Про електронні петиції[2]
- Встановлено відеокамери на основних перехрестях Чернівців для забезпечення безпеки дорожнього руху[3][4]
- Ініційовані та проведені періодичні зустрічі у форматі урбан-кафе із залученням влади, громади та бізнесу для пошуку рішень стосовно розвитку міста (2015—2016)
- Ініційовано сесію «Стала мобільність» під час Конгресу ініціатив Східної Європи у м. Люблін, Польща (2016)
- Підписано Хартію українського урбаністичного руху (2016)[5][6]
- У результаті реалізації програми Британської Ради «Активні громадяни» залучено 247 тис. грн. на реалізацію 18 проєктів мешканців області
- Агенція виступила співзасновницею Української велосипедної мережі (2016)[7]
- Проведено моніторинг підготовки плану заходів з реалізації Стратегії до 2017 року та розроблено рекомендації щодо їх вдосконалення (2015)
- Проведено моніторинг підготовки та реалізації Стратегії розвитку Чернівецької області на період до 2020 року та

### Місцеві нормативні акти, розроблені за участі експертів Агенції
- Положення про конкурс на перевезення пасажирів (2017)
- Положення про бюджет участі [Архівовано 8 серпня 2017 у Wayback Machine.] (2016)[8]
- Статут територіальної громади міста [Архівовано 8 серпня 2017 у Wayback Machine.] (2015)[2]
- Концепція розвитку велосипедної інфраструктури в м. Чернівці [Архівовано 28 грудня 2016 у Wayback Machine.] (2014—2015)[9][10]

## Постійні заходи

### «Велодень»у Чернівцях (з 2010 року)
Велодень — Всеукраїнська акція, яка об'єднує тисячі велосипедистів у спільному велопробігу центральними вулицями своїх міст. Велодень у Чернівцях проводиться, як правило, в останню суботу травня. Представники БАРР ініціювали проведення першого заходу «Велодень» у м. Чернівці у 2010 р., після чого БАРР щорічно організовує його.
Метою заходу є популяризація здорового та активного способу життя, популяризація велосипеду як транспортного засобу та екологічної альтернативи автомобілю, привернення уваги мешканців міста та місцевої влади до необхідності створення рівних умов для безпечної участі велосипедистів в дорожньому русі.
2013 року під час Велодня встановлено рекорд України — 272 учасники заходу сформували фігуру велосипеда.
З 2016 року під час Велодня після велопробігу також відбувається фестиваль, де учасники мають змогу дізнатись більше про велосипед, подорожі, взяти участь у цікавих вікторинах, обговорити важливі питання розвитку велоінфраструктури, дізнати багато цікавого про велосипед та взяти участь у різноманітних майстер-класах.
В останні роки у кількість учасників Велодня у Чернівцях налічує більше шестисот осіб.

### Європейський тиждень мобільностіу Чернівцях[17](16-22 вересня, починаючи з 2011 року[18])
Загальноєвропейська інформаційно-популяризаційна кампанія, спрямована на підвищення обізнаності мешканців про сталий розвиток, збільшення поінформованості про сталий транспорт та заохочення до його використання.

### Дні європейської спадщини(з 2015 року)[21]
Загальноєвропейська інформаційно-популяризаційна кампанія, покликана привернути увагу до культурної спадщини та її ролі у розвитку сучасного суспільства.

### Велоніч(з 2011 року)
Захід, що проводиться ввечері чи вночі, спрямований на поширення ідеї використання велосипеду як міського транспорту та підвищення обізнаності щодо використання особливих засобів підвищення власної видимості під час їзди у нічний час.
"Велоніч" 2017 року об'єднала більше 60 велосипедистів, які в дружній компанії та легкому темпі проїхатись вулицями вечірнього міста, та після велопрогулянки мали змогу переглянути фільм про велокур'єрів. Також велоночі відбуваються в рамках Європейського тижня мобільності.

### Велопарад дівчат[23]
«Леді на велосипеді» — захід, що робить акцент на «нормальній» велосипедній їзді — люди у повсякденному одязі на звичайних велосипедах на противагу велосипедному спорту, який сформував та укорінив сприйняття велосипедної їзди як такої, що існує для небагатьох і потребує спортивного одягу та «екіпірування». Це рух, покликаний переосмислити велосипед як засіб пересування, ефективний, практичний і такий, що полегшує наше життя.

### Велошкола (з 2014)
Вперше відбулася в рамках інформаційної кампанії «Будьмо відповідальними на дорозі» проєкту «Інформаційна система безпеки дорожнього руху» 2014 року.
З 2017 року Агенція організовує велошколу з безпеки дорожнього руху на постійній основі. Дана школа проводиться з метою підвищити освіченість людей про велосипед як повноцінний транспортний засіб, вивчити правила дорожнього руху, та навчити людей користуватися ними для безпечного та комфортного пересування містом. Крім того, створена можливість навчитися їздити на велосипеді і дізнатись більше про велотранспорт. Заняття у велошколі складається як з теоретичних, так і з практичних занять. Перше заняття велошколи ознайомлює всіх учасників з видами велосипедів, їх будовою, пояснює, підібрати велосипед та правильно за ним доглядати. На другому занятті розповідають про найпоширеніші травми велосипедистів, якою має бути аптечка велосипедиста та як надати першу домедичну допомогу в разі виникнення надзвичайної ситуації. На третьому занятті велошколи вивчаються правила дорожнього руху та вчать правильно і безпечно їздити містом. Саме такі заходи сприяють розвитку велоруху у місті та можуть збільшити кількість велолюбителів.

### Майстерня міста(2016)
Урбаністично-культурний фестиваль, що має на меті активне залучення городян до розвитку свого міста та спільного вирішення нагальних проблем.

## Проєкти
- Євробус у твоєму місті (2019)

Учасники їздили брендованим автобусом містами України (Чернівці, Вінниця, Житомир, Київ, Одеса, Полтава, Кропивницький, Харків, Дніпро) та Молдови (Кишинів, Бєльці) й розповідали різним верствам населення про Асоціацію України з ЄС та можливості, які вона відкриває для них.
- Як працює місто (2019)

Антикорупційний проєкт, метою якого було навчити всіх охочих чернівчан як працюють органи влади у місті та як можна на них впливати, аби досягти якісних змін і попередити корупцію.
- Через сталий транспорт до чистого довкілля (2017-2019)

Цей проєкт був спрямований на зниження рівня забруднення атмосферного повітря, спричиненого викидами моторизованого транспорту через зміцнення транскордонної співпраці «людина-людині» між Україною та Молдовою. Зокрема, внаслідок проєкту було впроваджено системи моніторингу якості повітря, розроблено  веломаршрути та проведено інформаційну кампанію для підвищення обізнаності про сталий транспорт.
- Посилення впливу громадськості на розвиток територіального співробітництва України, Білорусі та Молдови (2018)

Опитування та аналіз процесів розробки та впровадження програми територіальної співпраці «Україна-Молодова» в якості регіонального партнеру в проєкті «Посилення впливу громадськості на розвиток територіального співробітництва України, Білорусі та Молдови», який реалізовувався ГО «Центр транскордонного співробітництва».
- Синергія програм транскордонного співробітництва та стратегій регіонального розвитку в Україні – вікно можливостей для прикордонних областей (2017)

Проведено аналіз кореляції Стратегії розвитку Чернівецької області до 2020 року та програм транскордонного співробітництва, які реалізовуються в області. Проєкт «Синергія програм транскордонного співробітництва та стратегій регіонального розвитку в Україні – вікно можливостей для прикордонних областей» реалізовувався в якості регіонального партнера в Асоціації регіональних аналітичних центрів.
- Індекс Євроінтеграційного Економічного Поступу: оцінка економічних реформ в регіонах України на шляху до впровадження зони вільної торгівлі з ЄС (2015, 2017-2018)

Збір та аналіз даних по Чернівецькій області для проєкту «Індекс Євроінтеграційного Економічного Поступу: оцінка економічних реформ в регіонах України на шляху до впровадження зони вільної торгівлі з ЄС», який реалізується Поліським фондом міжнародних та регіональних досліджень (м. Чернігів) у партнерстві з Асоціацією регіональних аналітичних центрів.
- Індекс демократичного розвитку областей України (2016)

Проведено опитування експертів щодо різних компонентів демократичного розвитку Чернівецької області в якості регіонального партнеру в проєкті «Сприяння реформам та розвиток підзвітності в регіонах України» у складі Асоціації регіональних аналітичних центрів.
- Експертне опитування «Україна експертна 2015» (2016)

Експертне опитування «Україна експертна» дає можливість ознайомитись з основними соціально-економічними та політичними тенденціями областей України.
- Бюджет участі (з 2016)

Експерти БАРР взяли активну участь у розробці Положення про бюджет участі міста, який прийнятий сесією міської ради 12 травня 2016 р., та здійснювали промоцію бюджету участі та навчання городян з підготовки проєктів.
- Європейська волонтерська служба (з 2013)

Буковинська агенція регіонального розвитку є акредитованою програмою ЄС Erasmus+ відправляючою та приймаючою організацією з 2013 року. Протягом 4 років БАРР було прийнято 10 європейських та відправлено 7 українських волонтерів. У 2015 році Агенція внесена Міністерством соціальної політики України до переліку організацій та установ, що залучають до своєї діяльності іноземців та осіб без громадянства для впровадження волонтерської діяльності на території України. Волонтери з ЄС у Чернівцях проводили безкоштовні заняття з іноземних мов (польської, англійської, італійської, іспанської та румунської), курси креативності, мовні- та кіноклуби, заняття з безпеки дорожнього руху для дітей, допомагали в організації різноманітних заходів організації.
- Безпечні вулиці (2017)[30]

проєкт спрямований на налагодження співпраці між громадою, патрульною поліцією та міською владою задля підвищення безпеки на дорогах міста Чернівці. Заходами проєкту є: зустрічі представників патрульної поліції з громадою, інформаційна кампанія про безпеку на дорогах для різних учасників дорожнього руху, технічний аудит доріг міста, аналіз ДТП та виявлення небезпечних ділянок, створення карти організації дорожнього руху.
- Активні громадяни (2015-2017)

Програма Британської Ради в України зі сприяння активній участі громадян в управлінні та розвитку містом, розвиток потенціалу місцевих активістів. БАРР організовує проведення тренінгів для молоді про активне громадянство, вплив на громаду та втілення ідей, а також субгрантує ініціативи.
- Спільний простір (2016-2017)

проєкт спрямований на поглиблення спроможності громади міста Чернівці об’єднувати зусилля задля просторового розвитку.  Серед заходів проєкту - лекції-інтервенції, публічні дискусії, розробка посібників про вплив на просторовий розвиток, спільне облаштування громадського простору.
- Сталий розвиток громади (2016)

проєкт, спрямований на створення передумов для сталого екологічного та економічного розвитку Глибоцької об’єднаної територіальної громади: маркування велосипедних туристичних маршрутів, популяризація туру вихідного дня з Чернівців в Глибоцьку ОТГ, навчання з проєктного менеджменту для представників об’єднаних громад.
- Електронні петиції - інноваційний інструмент залучення громади до прийняття рішень (2015-2016)

Під час реалізації проєкту, спільно з іншими громадськими організаціями та активістами міста, було розроблено положення про електронні петиції у Чернівцях, яке було прийнято як додаток до Статуту міста Чернівці Чернівецькою міською радою. Також було запущено платформу для роботи з петиціями.
- Європейському місту – європейський транспорт (2015)

Метою проєкту є привернення уваги мешканців міста до транспортних проблем та можливості їх вирішення альтернативними способами, а також залучення Чернівців до загальноєвропейської кампанії Європейський тиждень мобільності.
- Регіональна політика в Україні: Громадський моніторинг стратегій регіонального розвитку (2014-2016)

БАРР здійснювала моніторинг розробки стратегії регіонального розвитку в якості регіонального партнеру проєкту, метою якого було підвищення ефективності державної політики регіонального розвитку через залучення мережі аналітичних громадських організацій, аналіз та моніторинг стратегій регіонального розвитку в Україні та впровадження рекомендацій щодо вдосконалення регіональних стратегій до 2020 р.
- Інформаційна система безпеки дорожнього руху (2013-2016)

Встановлення транскордонного партнерства для пошуку спільних рішень для оптимізації та вдосконалення дорожньої інфраструктури та сигналізації дорожнього руху з урахуванням вимог стандартів ЄС.
Організація в цьому проєкті взяла участь у визначенні перехресть з підвищеною небезпекою, де були встановлені камери спостереження, та займалася інформаційними заходами щодо безпеки дорожнього руху, націленими на 3 групи: школярів, велосипедистів та водіїв автомобілів.
- Асоціація регіональних аналітичних центрів як засіб покращення ефективності управління в областях України (2013-2015)

Мета проєкту - підвищення аналітичної та організаційної спроможності регіональних аналітичних центрів в Україні шляхом їх об’єднання для моніторингу та аналізу якості надання адміністративних послуг населенню місцевими органами влади.
БАРР здійснювала моніторинг роботи Центру надання адміністративних послуг в якості регіонального партнеру проєкту.
- Європейський тиждень мобільності у Чернівцях (2013)

Метою проєкту є привернення уваги мешканців міста до транспортних проблем та можливості їх вирішення альтернативними способами, а також залучення Чернівців до загальноєвропейської кампанії Європейський тиждень мобільності.
- Екотабір у Карпатах (2013)

Метою проєкту є обмін досвідом у проведенні екологічних акції, залученні волонтерів до масових екологічних заходів, тренінг для мультиплікаторів для впровадження майбутніх заходів з охорони довкілля.
- Популяризація сталого транспорту – крок до покращення навколишнього природного середовища і умов життя в м. Чернівці (2012)

Метою проєкту є популяризація сталого транспорту; роз’яснення принципів сталого транспорту; привернення уваги мешканців та органів влади до транспортної проблеми міста та можливих шляхів її вирішення; проведення Європейського тижня мобільності в Чернівцях.
- Популяризація дружньої до навколишнього середовища транспортної системи (2011)

Мета проєкту - покращення довкілля у м. Чернівці шляхом промоції велосипеда як екологічного міського транспортного засобу.
- Аналіз забезпечення та захист прав громадян на здійснення підприємницької діяльності у Чернівецькій області

Метою проєкту було підвищення рівня захисту прав громадян на здійснення підприємницької діяльності шляхом проведення комплексного дослідження нормативно-правової бази, в тому числі місцевої, в Чернівецькій області, розробки рекомендацій та їх доведення до цільової аудиторії та органів місцевої влади.
- Якість комунальних послуг у м. Чернівці (2009)

Метою проєкту було вивчення думки населення м. Чернівці щодо якості комунальних послуг, що надаються, та надання рекомендацій постачальникам та профільному департаменту щодо їх покращення.

## Участь у публікаціях
- Індекс демократичного розвитку областей України– 2016 [Архівовано 8 серпня 2017 у Wayback Machine.]
- Інфраструктура регіонів України. Пріоритети модернізації [Архівовано 8 серпня 2017 у Wayback Machine.] (2016)
- Регіональна політика в Україні: підсумки розробки та перспективи реалізації стратегій регіонального розвитку [Архівовано 8 серпня 2017 у Wayback Machine.] (2016)
- Індекс євроінтеграційного економічного поступу в Україні [Архівовано 8 серпня 2017 у Wayback Machine.] (2015)
- Україна експертна [Архівовано 8 серпня 2017 у Wayback Machine.] (2015)
- Регіони України - 2015 [Архівовано 8 серпня 2017 у Wayback Machine.]
- Регіони України - 2014

## Членство в мережевих утвореннях
- Асоціація регіональних аналітичних центрів [Архівовано 8 серпня 2017 у Wayback Machine.][42]
- Національна платформа малого та середнього бізнесу [Архівовано 4 серпня 2017 у Wayback Machine.][43]
- Українська сторона Платформи громадянського суспільства Україна-ЄС[44]
- Українська національна платформа Форуму громадянського суспільства Східного партнерства [Архівовано 8 серпня 2017 у Wayback Machine.][45]
- Українська велосипедна мережа
- Хартія українського урбаністичного руху